# Juan Pérez de Guzmán y Boza
Juan Pérez de Guzmán y Boza (Jerez de los Caballeros, 7 de abril de 1852 - San Sebastián, 12 de febrero de 1934) fue un bibliófilo, escritor, político, historiador español, miembro de la Real Academia de la Historia. No debe ser confundido con su homónimo y contemporáneo, el igualmente historiador Juan Pérez de Guzmán y Gallo. Era hermano gemelo de Manuel Pérez de Guzmán y Boza, marqués de Jerez de los Caballeros.
Ostentó el título nobiliario de II Duque de T'serclaes de Tilly.

## Biografía
Se licenció en Derecho por la Universidad de Sevilla, ciudad donde vivió y contrajo matrimonio el 21 de marzo de 1882 con María de los Dolores San Juan y Garvey, hija segunda de los Marqueses de San Juan, pero no ejerció y se dedicó al mecenazgo. Fomentó las letras hispalenses y llegó a ser un gran historiador aficionado y bibliófilo, como su propio hermano gemelo, cuya caudalosa biblioteca, estudiada por Antonio Rodríguez Moñino, amplió él con la suya adquiriendo en especial numerosos pliegos sueltos (Juan se orientó a los temas históricos, mientras Manuel se especializaba en literatura y poesía).
Fundó una tertulia erudita muy importante en Sevilla en la biblioteca de su propio palacio, a la cual asistían, además de su propio hermano Manuel, Francisco Collantes de Terán, Manuel Gómez Imaz, José María de Hoyos y Hurtado, Luis Montoto, Cano y Cueto, Joaquín Hazañas y La Rúa, José Vázquez y Ruiz, José Gestoso y Pérez, Francisco Rodríguez Marín, el impresor Enrique Rasco y, ocasionalmente, cuando pasaba por Sevilla, Marcelino Menéndez Pelayo, entre otros. En los años 1886-1887, financió y dirigió la revista bimestral Archivo Hispalense y participó en la fundación de la Sociedad de Bibliófilos Andaluces que publicó obras hasta entonces inéditas muy importantes.
Trasladado a Madrid, junto a su biblioteca, en 1891, continuó comprando libros y pliegos sueltos, dejando consultarlos a especialistas e investigadores y apoyando la fundación del Ateneo de Sevilla y la Sociedad de Excursiones. Miembro correspondiente de la Real Academia de la Historia desde 1887, lo fue numerario desde 1908 y fue también académico de la de Buenas Letras de Sevilla desde 1897 y de la Real Academia de Bellas Artes de Santa Isabel de Hungría. Desde 1908 participó como presidente en el concurso anual de bibliografía en la Biblioteca Nacional de Madrid.
En 1902 el hispanista Archer M. Huntington compró la biblioteca de su hermano Manuel y quiso comprar también la suya, pero solo obtuvo la primera, que se conserva en la Hispanic Society of America; la de Juan se dispersó poco a poco en subastas y librerías madrileñas, aunque algunos de sus libros, pliegos sueltos y manuscritos se depositaron en la Biblioteca Nacional. Parte de su colección, en específico su colección de revistas literarias, culturales, políticas y económicas del siglo XVIII d. C., XIX, y parte del siglo XX d. C., fueron adquiridas por el departamento de Archivos y Colecciones Especiales de la Universidad de Connecticut en los años setenta.
Presidió la Real Sociedad de salvamento de Náufragos y fue grande de España (1881) y caballero profeso de la Orden de Alcántara (1898) y de la Orden de San Juan de Malta, teniente de hermano mayor de la Real Maestranza de Caballería de Sevilla y decano y vocal del Consejo y Diputación Permanente de la Grandeza de España, gentilhombre de Cámara y Gran Cruz de Carlos III. También fue ministro consejero del Tribunal y Consejo de las Órdenes Militares y Cruz del Sol Naciente del Japón.
Era miembro del Partido Conservador de Cánovas del Castillo y fue senador por la provincia de Badajoz y por derecho propio (1891-1893 y 1900-1901).